# Kurt Moeschter

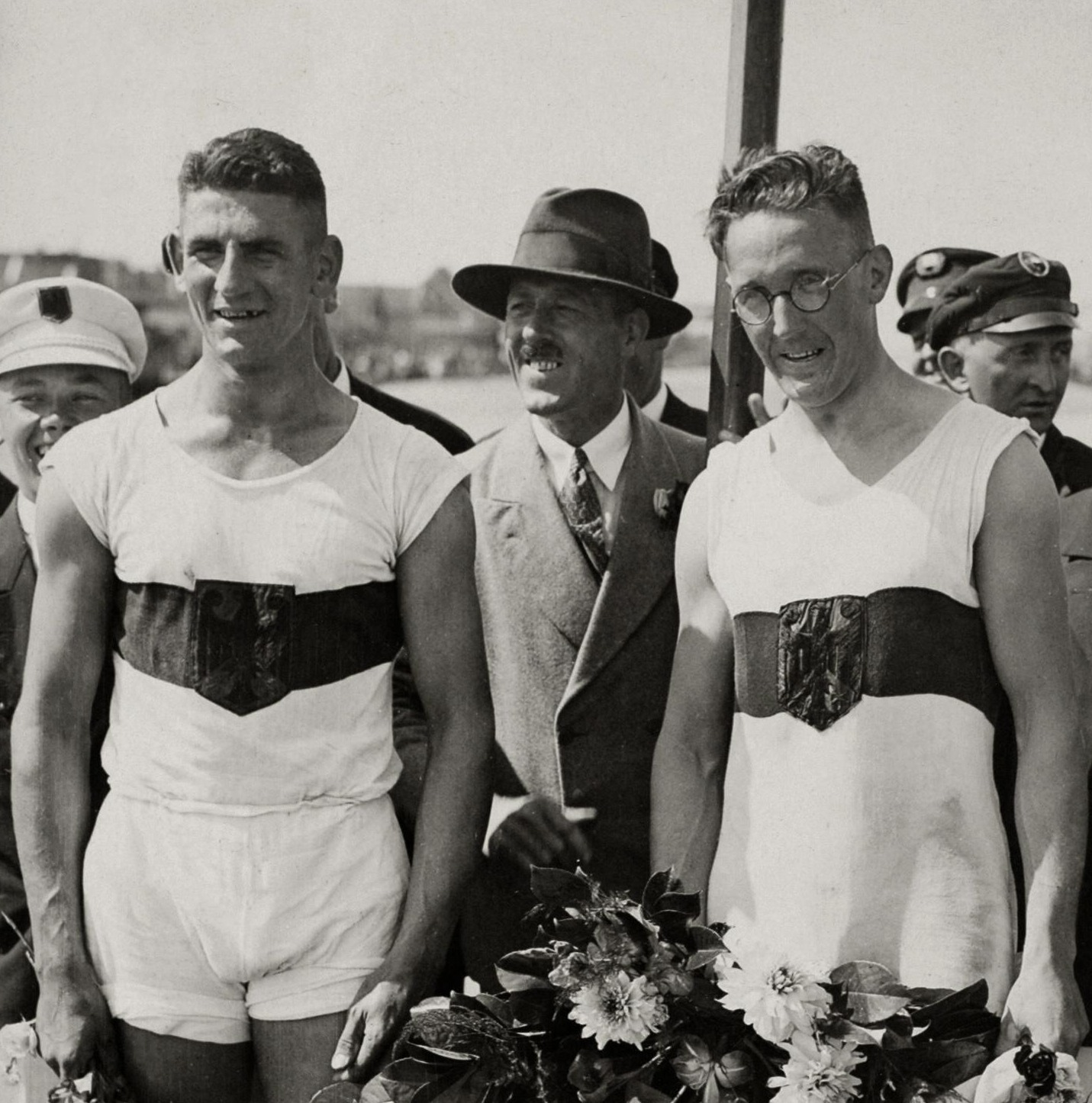
Kurt Moeschter und Bruno Müller als Olympiasieger, 1928

Kurt Moeschter, auch Kurt Möschter, (* 28. März 1903 in Berlin; † 26. Juni 1959 in Düsseldorf) war ein deutscher Ruderer, der 1928 Olympiasieger im Zweier ohne Steuermann wurde.
Kurt Moeschter ruderte für den Berliner Ruderklub Hellas. Bei den Deutschen Rudermeisterschaften 1927 in Schwerin gewann er im Zweier ohne zusammen mit Bruno Müller den Titel. Im Vierer ohne Steuermann belegten die beiden zusammen mit Kurt Hielscher und Albert Lange den dritten Platz. Im Jahr darauf gewannen die Mannschaften von Hellas Berlin bei der Deutschen Meisterschaft in Hannover in beiden Bootsklassen den Meistertitel. Bei den Olympischen Spielen 1928 in Amsterdam starteten Moeschter und Müller nur im Zweier ohne Steuermann. In vier Runden traten die Deutschen jeweils gegen ein gegnerisches Boot an; sie besiegten dabei die Boote aus Frankreich, den Niederlanden, den Vereinigten Staaten und im Finale das britische Boot und gewannen Gold vor den Briten und den US-Amerikanern. 1929 erruderten Moeschter und Müller ihren dritten Meistertitel im Zweier ohne.
Kurt Moeschter war kaufmännischer Angestellter. Nach dem Zweiten Weltkrieg arbeitete er als Rudertrainer in Hamburg.